# ستيوارت ويبستر
ستيوارت ويبستر (بالإنجليزية: Stuart Webster)‏ هو لاعب كرة قدم أسترالي في مركز حراسة المرمى، ولد في 25 أكتوبر 1978 في آير في المملكة المتحدة. لعب مع نادي غرينوك مورتون ونادي ويلينغتون فينيكس.

## وصلات خارجية
- ستيوارت ويبستر على موقع عالم كرة القدم.نت (الإنجليزية)